# Chitungwiza
Chitungwiza és una ciutat-dormitori de Zimbàbue, situada a aproximadament nou quilòmetres al sud de la seva capital, Harare. Va ser formada el 1978 a partir de tres municipis: Seke, Zengeza i Saint Mary.
Chitungwiza va aconseguir l'estatus de municipi el 1981, és el centre urbà de major creixement i la tercera ciutat en població del país. La seva població ascendeix a 346.346 habitants (2006), la majoria dels quals treballa a Harare, doncs el desenvolupament de la indústria local és molt reduït.